# Jizan
Jizan (arabisk: جيزان) er en by i det sydvestlige Saudi-Arabien med et indbyggertal på 127.743 (2010) indbyggere. Byen er hovedstad i landets Jizan-provins, på kysten til Det Røde Hav, og tæt ved grænsen til nabolandet Yemen.